# Aujourd'hui le Maroc
Pour les articles homonymes, voir Aujourd'hui et ALM.
Aujourd’hui le Maroc est un quotidien marocain d'informations générales créé en octobre 2001 et dirigé par Saâd Benmansour.
Le quotidien traite des sujets politiques, économiques, sociaux culturels et sportifs. Son actionnaire majoritaire est Akwa Group de Aziz Akhanouch. 

## Présentation
Ce journal est créé fin 2001, et est à ce titre un des plus récents quotidiens marocains. Parmi les journalistes participants à cette création figurent d'anciens rédacteurs du périodique Maroc Hebdo. Un des fondateurs et actionnaire, Khalil Hachimi Idrissi (en) (1956-avril 2023), a été ainsi rédacteur en chef de Maroc Hebdo.
En 2020, la direction annonce un tirage quotidien de 10.000 à 12.000 exemplaires. 
Ce média dispose également d'un site internet.

### Ligne éditoriale
La ligne éditoriale du journal est réputée proche des intérêts de Akwa Group, un de ses actionnaires.

## Actionnariat
Selon les indications données sur le site internet du journal :
- Khalil Hachimi Idrissi
- Akwa Group
- Groupe Caractères (filiale de Akwa Group)
- Groupe OMICI
- ITEX